# Les Pros
Pour plus de détails, voir Fiche technique et Distribution.
Les Pros est un court métrage de Florence Moncorgé-Gabin réalisé en 1986.

## Synopsis
La fille de Jean Gabin a filmé Jean-Paul Belmondo, pro du cinéma et Yves Saint-Martin, pro des chevaux, deux passions de son défunt père.

## Fiche technique
- Réalisation : Florence Moncorgé-Gabin
- Genre : documentaire
- Date : 1986
- Pays :  France

## Distribution
- Jean-Paul Belmondo : lui-même
- Yves Saint-Martin : lui-même

## Autour du film
Produit par Alain Delon, ce court-métrage a été projeté dans les salles avant Le Passage de René Manzor avec... Alain Delon.